# توني ريتشاردز
توني ريتشاردز (بالإنجليزية: Tony Richards)‏ (6 مارس 1934 ببرمنغهام في المملكة المتحدة - 4 مارس 2010) هو لاعب كرة قدم بريطاني في مركز الهجوم. لعب مع برمنغهام سيتي وبورت فايل ونادي والسول ونونيتون بورو ‏ وDudley Town F.C. ‏.